# Battaglia del Delta del Nilo
La battaglia del Delta del Nilo è stata una battaglia navale tra l'Antico Egitto e Popoli del Mare, avvenuta intorno al 1175 a.C., quando il faraone egiziano Ramesse III riuscì a respingere la grande invasione dal mare. Lo scontro si verificò da qualche parte sulle rive orientali del delta del fiume Nilo e in parte lungo i confini siriani dell'impero egizio, anche se le posizioni precise non sono note. Questo grande battaglia è celebrata sulle pareti del tempio di Medinet Habu.

## Svolgimento
Dopo aver sconfitto i popoli del mare in Siria nella battaglia di Djahy, Ramesse si precipitò nuovamente in Egitto, dove erano già stati completati i preparativi per respingere l'assalto degli invasori. Secondo le iscrizioni a Medinet Habu, Ramses guardò verso il mare e fissò una forza di migliaia di nemici che minacciavano la fine dell'impero egiziano. Ramesse allineò sulle rive del delta del Nilo schiere di arcieri, pronti a rilasciare scariche di frecce sulle navi nemiche se avessero tentato di attraccare. Sapendo che sarebbe stato sconfitto nella battaglia in mare aperto, Ramesse attirò i popoli del mare e le loro navi nella bocca del Nilo, dove aveva riunito una flotta in agguato. Questa flotta egiziana spinse le barche dei Popoli del Mare verso riva. In seguito arcieri, dislocati sia a terra che sulle navi, devastarono il nemico con le loro frecce. Le navi dei Popoli del Mare furono rovesciate e molti invasori furono uccisi o catturati. Nelle iscrizioni, Ramesse proclama:

## Conseguenze
La vittoria nel Delta salvò l'Egitto dalla distruzione che colpì mortalmente Hatti, Alasiya e altre grandi potenze del Vicino Oriente.
Anche se sconfitti nel Delta, si ritiene che alcuni dei Popoli del Mare riuscirono a stabilirsi nel Levante qualche tempo dopo la morte di Ramesse.